# Felix Burestedt
Felix Jacob Burestedt, född 26 februari 1995 i Lund, är en svensk badmintonspelare. Burestedt har vunnit SM-guld i singel tre gånger: 2020, 2021 och 2022. Som senior har han representerat Halmstad BMK i Sverige, Team Skælskør-Slagelse i Danmark och BC Wipperfeld i Tyskland.

## Karriär
Burestedt började spela badminton som sjuåring i Skäldervikens BMK och gick som nybliven tonåring till Halmstad BMK. I november 2011 vid U17-EM i Portugal tog Burestedt brons tillsammans med Daniel Ojaäär i dubbel. Under året vann han även U17-SM i mixdubbel tillsammans med Frida Lindström. 2012 vann Burestedt U17-SM i singel samt dubbel tillsammans med Emil Welinder. 2014 vann han U19-SM i singel.
I mars 2017 blev Burestedt uttagen till EM i Kolding. Han förlorade dock i den första omgången mot danska Emil Holst i två raka set. I maj 2017 blev Burestedt uttagen till VM i Glasgow, där han återigen blev utslagen i den första omgången av danska Emil Holst i två raka set. I mars 2018 tog sig Burestedt till final i Portugal International, där det blev förlust mot danska Rasmus Messerschmidt i två raka set. I juni 2018 tog Burestedt sin första sin första internationella titel vid Lithuanian International, där han besegrade polska Michał Rogalski i finalen.
I mars 2019 fick Burestedt revansch vid Portugal International och vann sin andra internationella titel efter att ha besegrat malaysiska Soo Teck Zhi med 2–1 i set i finalen. Följande månad var han en del av Halmstad BMK:s lag som tog klubbens första SM-guld efter att ha besegrat Påvelunds TBK i finalen av Svenska badmintonligan. I juni 2019 tog Burestedt sig till final vid Azerbaijan International, där det blev en förlust mot danska Rasmus Gemke med två raka set. Senare samma månad tog han sig till kvartsfinal vid europeiska spelen i Minsk, där det blev en förlust mot estländska Raul Must med 2–1 i set. I augusti 2019 tävlade Burestedt i sitt andra VM som arrangerades i Basel, där han blev utslagen i den andra omgången mot hongkongska Ng Ka Long i två raka set.
I januari 2020 tog Burestedt sig till final mot danska Victor Svendsen i Swedish Open, där han dock behövde avbryta finalen vid ställningen 8–18 i första set. Följande månad tog Burestedt sitt första SM-guld i singel efter att ha besegrat Mattias Wigardt i två raka set. I april 2021 tävlade han vid EM i Kiev och inledde med att besegra israeliska Misha Zilberman med två raka set. Burestedt förlorade sedan i åttondelsfinalen mot femteseedade Mark Caljouw från Nederländerna med 2–1 i set. I maj 2021 blev Burestedt uttagen i Sveriges trupp till OS i Tokyo. Han inledde OS men en förlust mot andraseedade taiwanesen Chou Tien-chen i två raka set. Burestedt vann sedan andra matchen mot kanadensiska Brian Yang i två raka set, vilket dock inte räckte för att gå vidare från tremannagruppen. I augusti 2021 tog Burestedt sitt andra raka SM-guld i singel efter att ha besegrat Jacob Nilsson i finalen. I december 2021 tävlade han vid VM i Huelva men blev utslagen i den första omgången mot thailändska Kantaphon Wangcharoen.
I mars 2022 tog Burestedt sitt tredje raka SM-guld i singel efter en finalvinst över Gustav Björkler. Följande månad var han en del av BC Wipperfelds lag som tyska mästare för första gången. Under samma månad deltog Burestedt vid EM i Madrid och inledde med att besegra italienska Fabio Caponio i den andra omgången innan han därefter blev utslagen av franska Toma Junior Popov i följande omgång.